# Mon ami le cambrioleur
Pour plus de détails, voir Fiche technique et Distribution.
Mon ami le cambrioleur est une comédie française réalisée par Henri Lepage, sortie en 1950.

## Synopsis
Patrick Lambert songe à mourir. Un cambrioleur et sa petite amie interviennent et lui redonnent goût à la vie

## Fiche technique
- Réalisation : Henri Lepage, assisté de Jacques Baratier (assistant réalisateur)
- Scénariste : André Haguet
- Décors : Claude Bouxin
- Photographie : Charles Bauer
- Son : René Longuet
- Montage : Monique Lacombe
- Musique : René Sylviano
- Production : Robert de Nesle
- Société de production :  Comptoir Français de Productions Cinématographiques (CFPC)
- Société de distribution :  Comptoir Français du Film Production (CFFP)
- Pays de production :  France
- Langue originale : français
- Format : Noir et blanc - Son mono
- Genre : Comédie
- Durée : 85 minutes
- Date de sortie : France : 30 octobre 1950

Sources : IMDb

## Distribution
- Philippe Lemaire : Patrick Lambert
- Françoise Arnoul : Rosita
- Pierre-Louis : Camille
- Alfred Arlais
- Max Elloy : l'agent de police
- Gisèle Grandpré : Félicia
- René Hell : l'homme volé
- Élisa Lamotte : la patronne
- Serge Matta : Joseph
- Pierre Morin : Francis
- Henry Murray : le commissaire de police
- Nathalie Nattier : Nadia
- Jean Ozenne : l'Anglais
- Saint-Granier : Fabien de Courcelles
- Pierre Sergeol